# F.M.
 (janvier 2014).
Si vous disposez d'ouvrages ou d'articles de référence ou si vous connaissez des sites web de qualité traitant du thème abordé ici, merci de compléter l'article en donnant les références utiles à sa vérifiabilité et en les liant à la section « Notes et références ».
Pour les articles homonymes, voir Maurin.
F.M., de son vrai nom François Maurin, est un auteur-compositeur-interprète français, né le 12 novembre 1975 à Rouen et mort à Paris le 3 juillet 2021.

## Biographie
FM a commencé à jouer sur l'harmonium de son grand-père. Il s'est ensuite formé en autodidacte sur le piano à queue qui trônait dans le HLM paternel à Rouen.
Formé en musicologie à l'université de Rouen, FM a été professeur de musique en collège en Seine-Saint-Denis.
Musicologue de formation, François Maurin s'inspirait de Bach, Chopin et Schumann, tout autant que des Beatles, The Cars, Kate Bush, Prince et surtout David Bowie. Il publie un dernier post sur son compte Facebook daté du 22 avril 2016, une photo de Prince (album Parade) avec ce commentaire :  " Bowie et maintenant Prince, l'autre Dieu. C'est la fin du monde là ". Il préparait alors un hommage à Bowie, " quelque chose d'une cérémonie quasi-religieuse, avec orgue à flûtes, guitare, cor, violoncelle " à l'occasion duquel il avait " ressorti et réparé [s]on vieil harmonium " et déjà arrangé The Prettiest Star. L'hebdomadaire Télérama le qualifie de "chanteur prodige".

## Particularité
F.M. avait construit un orchestre mécanique qui le suivait sur scène.

## Discographie

### Contributions
- Françoise Hardy :  Rendez-vous dans une autre vie (2012)
- Michel Delpech :  Les belles et l'automne (2009)

## Voiraussi